# CSM Vulcan
CS Vulcan este un club de fotbal din orașul Vulcan, Hunedoara care evoluează în Liga a IV-a Hunedoara.

## Istoric
Minerul Vulcan a promovat în Divizia C la sfârșitul sezonului 1976–77. Cu antrenorul Gheorghe Kotormany pe bancă și cu jucători precum: Viluț Oltean, Cătuți, Haidu, Pecsar, Văduva, J.Stoenescu, Iacov, Aruncuțeanu, Traian Moldovan printre alții, Minerul a câștigat Campionatul Județean Hunedoara și barajul de promovare împotriva câștigătoarei Campionatului Județean Arad, Libertatea Arad (1–2 deplasări și 3–0 acasă).

## Foști jucători
- Doru Mârșavă
- Irinel Dumitru
- Ovidiu Vezan
- Boldis Silviu